# نظریه گزینشگری
نظریه گزینشگری (Selectorate Theory) یک نظریه در مورد حکومت‌داری است که به بررسی روابط تعاملی بین راهبردهای بقا سیاسی رهبران و واقعیات اقتصادی می‌پردازد. این نظریه نخستین بار در کتاب منطق بقای سیاسی ارائه شد که توسط بروس بوئنو د مسکیتا از دانشگاه نیویورک، آلاستر اسمیت از دانشگاه نیویورک، راندولف ام. سیورسن از دانشگاه کالیفرنیا، دیویس و جیمز دی. مورو از دانشگاه میشیگان نوشته شده است. در سال‌های بعد، به‌ویژه بوئنو دِ مسکیتا و اسمیت این نظریه را در حوزه‌های سیاستی دیگر گسترش داده و در مقالات علمی و کتاب‌های مختلفی منتشر کرده‌اند. این نظریه قابل کاربرد برای انواع سازمان‌های دارای رهبری است، از جمله شرکت‌های خصوصی و کنشگران غیردولتی.
این نظریه به‌خاطر استفاده از متغیرهای پیوسته برای دسته‌بندی رژیم‌ها شناخته می‌شود؛ به‌طوری‌که رژیم‌ها را با توصیف نسبت ائتلاف‌ها در جمعیت کل مشخص می‌کند. رژیم‌ها بر اساس اندازه ائتلاف در طیفی طبقه‌بندی می‌شوند، نه با برچسب‌های دسته‌ای متداول (برای مثال، نویسندگان دموکراسی متداول را رژیم با ائتلاف بزرگ و خودکامگی را رژیم با ائتلاف کوچک تعریف می‌کنند). این نظریه در موضوعات گسترده‌ای از جمله کمک‌های خارجی، تعیین نرخ مالیات توسط رهبران سیاسی مستقر و حتی تاریخ اروپا در قرون وسطی به کار رفته است.

## فرضیات
بوئنو د مسکیتا چند فرض اصلی برای نظریه خود در نظر می‌گیرد:
- رهبران می‌خواهند تا جایی که ممکن است در قدرت بمانند.
- رهبران برای حفظ قدرت به تعداد کافی حامی نیاز دارند. قوانین، عناوین و نسب خانوادگی بی‌معناست اگر رهبر از حمایت کافی برخوردار نباشد.
- حامیان انتظار پاداشی برای حمایت خود دارند و اگر راضی نباشند رهبر را ترک خواهند کرد.

## مرور کلی

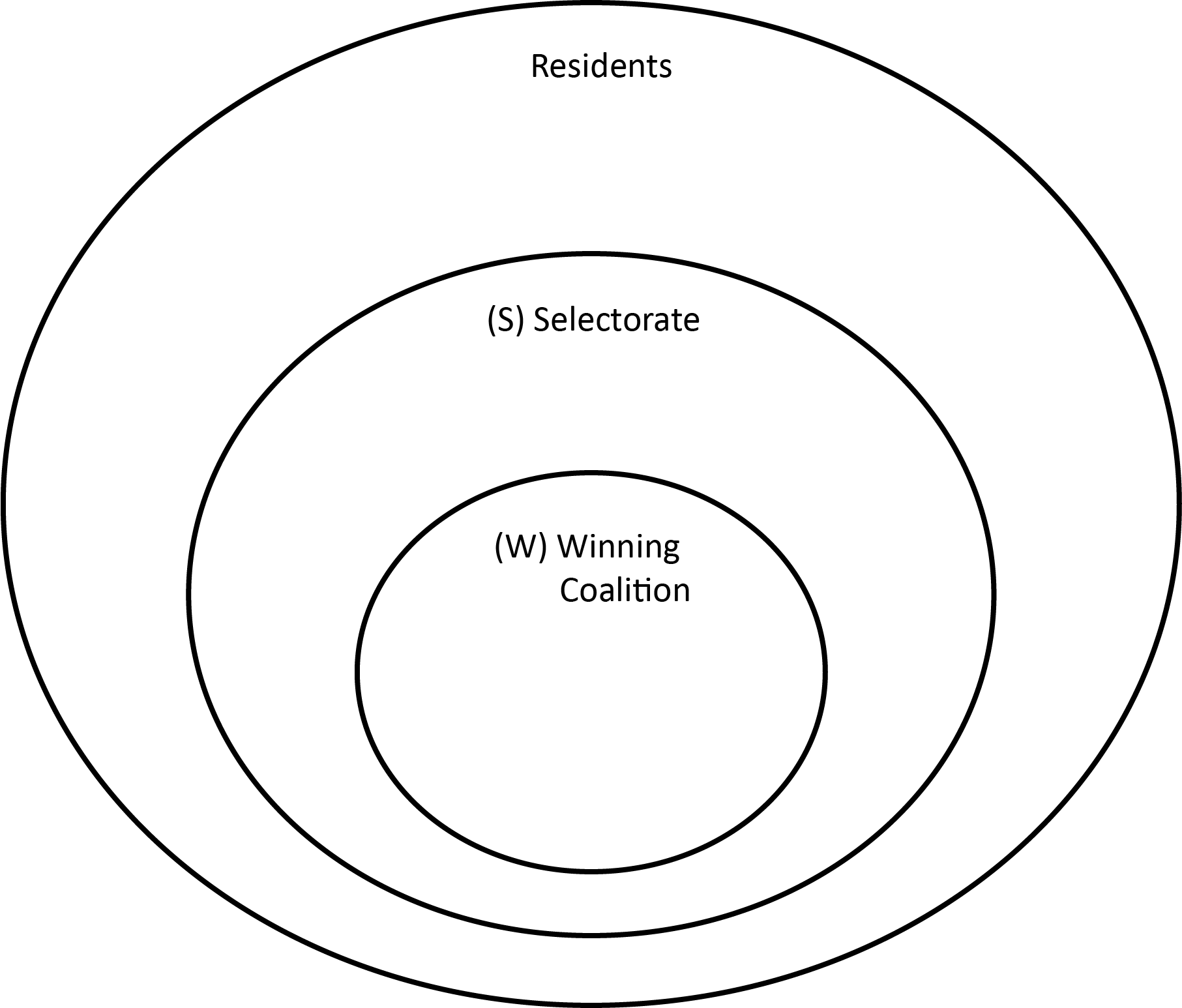
یک دیاگرام اویلر ساده از مدل اساسی نظریه گزینشگری. توجه کنید که ناحیه درون «ساکنان» و خارج از «گزینشگران» همان «محرومان از حق رأی» هستند.

در نظریه گزینشگری، سه گروه از افراد رهبران را محدود می‌کنند. این گروه‌ها عبارتند از گزینشگر اسمی، گزینشگر واقعی و ائتلاف پیروز. گزینشگر اسمی یا قابل‌تغییرها همه افرادی هستند که به‌نوعی در انتخاب رهبر نقش دارند (برای مثال، در انتخابات ریاست‌جمهوری آمریکا، همه رأی‌دهندگان ثبت‌نام‌شده هستند). گزینشگر واقعی یا تأثیرگذارها کسانی هستند که واقعاً رهبران را انتخاب می‌کنند (مثلاً در انتخابات ریاست‌جمهوری آمریکا، افرادی که به یکی از نامزدها رأی می‌دهند). ائتلاف پیروز یا عناصر ضروری همان افرادی هستند که حمایت آن‌ها منجر به پیروزی می‌شود (برای مثال، در انتخابات ریاست‌جمهوری آمریکا، رأی‌دهندگانی که نامزدی را به ۲۷۰ رأی مجمع گزینندگان می‌رسانند). در کشورهای دیگر، رهبران ممکن است با حمایت تعداد بسیار کمتری از افراد در قدرت بمانند، مانند مقامات ارشد نیروهای امنیتی یا الیگارش‌های تجاری در روسیه معاصر.
اصل اساسی در نظریه گزینشگری این است که هدف اصلی هر رهبر — فارغ از نگرانی‌های سیاستی ثانویه — حفظ قدرت است. برای حفظ قدرت، رهبر باید حمایت همه اعضای ضروری برای موفقیت ائتلاف پیروز خود را حفظ کند. هنگامی که ائتلاف پیروز کوچک باشد، مانند خودکامگی‌ها، رهبر معمولاً با کالاهای خصوصی ائتلاف را راضی نگه می‌دارد. وقتی ائتلاف پیروز بزرگ باشد، مانند دموکراسی‌ها، رهبر بیشتر از کالاهای عمومی برای رضایت ائتلاف استفاده می‌کند.: ۱۱ 
در کتاب راهنمای دیکتاتور، بوئنو دِ مسکیتا و اسمیت پنج قانون برای ماندگاری رهبران در قدرت بیان می‌کنند:: ۱۷–۱۸ 
1. هرچه ائتلاف پیروز کوچک‌تر باشد، افراد کمتری برای راضی نگه‌داشتن لازم است.
2. هرچه گزینشگران بیشتر باشند، جایگزینی معترضان در ائتلاف پیروز آسان‌تر است.
3. تا جای ممکن ثروت را از جمعیت استخراج کنید بدون آنکه شورش یا رکود اقتصادی ایجاد شود.
4. به حامیان ضروری خود فقط به اندازه‌ای پاداش دهید که وفادار بمانند.
5. منابع باقی‌مانده در اختیار خودتان است، اما به حامیان ضروری خود پاداش اضافی ندهید؛ چون در این صورت بیش از حد مستقل می‌شوند و به تهدیدی برای شما تبدیل خواهند شد.

## توزیع کالاها
در نظریه گزینشگری، زمامداران در صورتی می‌توانند وفاداری ائتلاف پیروز خود را حفظ کنند که بتوانند هر رقیبی را در ارائه مزایا شکست دهند. زمامداران این وفاداری را با ارائه ترکیبی از کالاهای عمومی و خصوصی به اعضای ائتلاف پیروز ایجاد می‌کنند. یک کالای عمومی کالایی غیرقابل‌استثنا است، مانند دفاع ملی یا آب پاک. یک کالای خصوصی کالایی قابل‌استثناست، مانند کالاهای لوکس و به‌ویژه پول نقد. چون کالاهای عمومی غیرقابل‌استثنا هستند، همه افراد جمعیت اسمی از آن بهره‌مند می‌شوند؛ در حالی که کالاهای خصوصی فقط در اختیار اعضای ائتلاف پیروز قرار می‌گیرند.
نظریه گزینشگری پیش‌بینی می‌کند که نسبت ائتلاف پیروز (W) به گزینشگر (S) بر الگوهای هزینه‌کرد رهبران، به‌ویژه بر میزان بهینه هزینه‌کرد کالاهای خصوصی و عمومی، تأثیر می‌گذارد. «هنجار وفاداری» رهبر، نسبت W/S است و احتمال آن را می‌سنجد که هر عضو گزینشگر در ائتلاف پیروز رژیم بعدی باقی بماند.:۳۸۸ هرچه هنجار وفاداری به صفر نزدیک‌تر باشد، وفاداری ائتلاف پیروز به رهبر بیشتر است؛ زیرا اعضای ائتلاف پیروز احتمال بیشتری (به‌صورت ۱-W/S مدل‌سازی می‌شود) دارند که در ائتلاف بعدی حذف شوند و در نتیجه کالاهای خصوصی خود را از دست بدهند.: ۱۰۸  هنجارهای وفاداری نزدیک به ۱ رهبران را تشویق می‌کند که بیشتر برای کالاهای عمومی هزینه کنند و کمتر برای کالاهای خصوصی. در مقابل، هنجارهای وفاداری نزدیک به صفر رهبران را به هزینه‌کرد کمتر برای کالاهای عمومی و بیشتر برای کالاهای خصوصی تشویق می‌کند. هنجارهای وفاداری بین صفر و یک انگیزه‌ای برای ترکیب هزینه‌کرد کالاهای عمومی و خصوصی فراهم می‌کند. دلیل این تخصیص‌ها این است که کالاهای عمومی راه ارزان‌تری برای راضی نگه‌داشتن ائتلاف‌های پیروز بزرگ هستند (به ازای هر عضو)، در حالی که کالاهای خصوصی راه ارزان‌تری برای راضی نگه‌داشتن ائتلاف‌های پیروز کوچک به‌شمار می‌آیند. در هر حال، هزینه‌کرد کالاها تحت محدودیت بودجه‌ای مشخص می‌شود که توسط درآمد کل (R) تأمین می‌شود و هر درآمد باقی‌مانده متعلق به رهبر است.:۳۸۹
نظریه گزینشگری می‌تواند برای استنتاج الگوهای هزینه‌کرد سازمان‌ها، از جمله کشورهای ملی و سازمان‌های خصوصی به کار رود. تقریباً همه سازمان‌ها هم برای کالاهای عمومی و هم برای کالاهای خصوصی هزینه می‌کنند. در کشورهایی با ائتلاف‌های پیروز بزرگ — یعنی دموکراسی‌ها — رهبران بیشتر برای کالاهای عمومی مانند زیرساخت، آموزش و نهادهای نظارتی هزینه می‌کنند؛ در حالی که در کشورهایی با ائتلاف‌های پیروز کوچک — یعنی دیکتاتوری‌ها — رهبران بیشتر برای کالاهای خصوصی مانند پرداخت‌های نقدی و کالاهای لوکس هزینه می‌کنند. با این حال، دموکراسی‌ها نیز کالاهای خصوصی ارائه می‌دهند، مانند مراقبت بهداشتی رایگان، و دیکتاتوری‌ها نیز کالاهای عمومی فراهم می‌کنند، مانند دفاع ملی.
محاسبهٔ میزان درآمدی که رهبر باید هزینه کند تا هر عضو ائتلاف پیروز وفادار بماند، با فرمول زیر انجام می‌شود:
{\displaystyle {\rm {Payout}}=(W/S)\times (R/W)+(1-W/S)\times (0)}
این فرمول به‌صورت بسط‌یافته نمایش داده شده است تا مفهوم بهتر بیان شود. هر عضو ائتلاف پیروز انتظار دارد سهمی متناسب از درآمد را دریافت کند که با عبارت (R/W) نمایش داده می‌شود، اگر در ائتلاف پیروز بعدی باقی بماند. احتمال این امر عملاً همان هنجار وفاداری است که با (W/S) نمایش داده می‌شود. اگر در ائتلاف پیروز باقی نماند، هیچ سهمی از درآمد دریافت نخواهد کرد که احتمال آن با (1-W/S) نمایش داده می‌شود؛ بنابراین رهبران فقط باید مبلغی بیش از «پرداخت مورد انتظار» بپردازند تا اعضا وفادار بمانند. مبلغی که رهبر می‌تواند برای خود نگه دارد به‌صورت زیر محاسبه می‌شود:
{\displaystyle {\rm {Leader}}=R-W\times {\rm {Payout}}}
هرچه هنجار وفاداری ضعیف‌تر شود، پرداخت مورد نیاز برای هر عضو ائتلاف پیروز بیشتر می‌شود. در نقطه‌ای، این پرداخت آن‌قدر زیاد می‌شود که برای رهبر بهتر است کالاهای عمومی ارائه دهد که همه اعضای ائتلاف پیروز بتوانند از آن بهره‌مند شوند، در مقایسه با کالاهای خصوصی مانند پرداخت مستقیم یا فساد. : ۳۹۰  بر این اساس، پیش‌بینی می‌شود دولت‌هایی که هنجار وفاداری ضعیف‌تری دارند، عملکرد بهتری داشته باشند که این امر در سطوح بالاتر رشد اقتصادی، سطوح پایین‌تر بهره‌کشی دولتی، اما طول عمر کوتاه‌تر حکومت‌ها دیده می‌شود. در دموکراسی‌ها که هنجارهای وفاداری بسیار ضعیف هستند، رهبران مدت کوتاهی در قدرت می‌مانند و گاهی در هر چرخه انتخاباتی تغییر می‌کنند. این سازوکار برای توضیح این موضوع استفاده می‌شود که چرا حتی رهبران کارآمد در دموکراسی‌ها مدت زمان کمتری در قدرت می‌مانند نسبت به دیکتاتورهایی با عملکرد بسیار ضعیف. : ۳۹۰ 

## انواع حکومت، رهبران و تهدیدات رقیب
بر اساس نظریه گزینشگری، رهبر بیشترین شانس بقا سیاسی را زمانی دارد که گزینشگر بزرگ و ائتلاف پیروز کوچک باشد؛ وضعیتی که در خودکامگی دیده می‌شود. دلیلش این است که کسانی که در ائتلاف پیروز هستند، به‌راحتی می‌توانند با دیگر اعضای گزینشگر که خارج از ائتلاف پیروز هستند جایگزین شوند. در نتیجه، هزینه‌های ترک ائتلاف برای این اعضا می‌تواند بسیار زیاد باشد، یعنی از دست دادن همه کالاهای خصوصی. احتمال جایگزینی رهبر توسط رقیب در چنین سیستم خودکامه‌ای حداقل است؛ زیرا اعضای ائتلاف پیروز به‌ندرت از رهبر روی‌گردان می‌شوند. نسبت کالاهای خصوصی به کالاهای عمومی به‌عنوان پاداش به ائتلاف پیروز در چنین سیستمی بیشینه است.
در یک سلطنت که گزینشگر کوچک است و ائتلاف پیروز حتی کوچک‌تر، فرصت بیشتری برای یک رقیب وجود دارد تا رهبر فعلی را سرنگون کند. دلیل این موضوع این است که نسبت اعضای گزینشگر که در عین حال در ائتلاف پیروز نیز هستند نسبتاً زیاد است؛ یعنی اگر رهبر جدیدی به قدرت برسد، احتمال دارد یک عضو ائتلاف پیروز همچنان در ائتلاف باقی بماند. انگیزه ترک ائتلاف و پیوستن به رقیب برای به‌دست آوردن مزایای بیشتر در این حالت با خطر حذف شدن از ائتلاف پیروز جدید کمتر جبران می‌شود. در اینجا نسبت کالاهای خصوصی نسبت به کالاهای عمومی کاهش می‌یابد.
سناریویی که در آن ائتلاف پیروز بزرگ باشد و گزینشگر حتی بزرگ‌تر، کمترین میزان ثبات را برای ماندن رهبر در قدرت فراهم می‌کند؛ چنین سیستمی یک دموکراسی است. در اینجا نسبت کالاهای عمومی بسیار بیشتر از کالاهای خصوصی است، صرفاً به دلیل اندازه بزرگ ائتلاف پیروز؛ تأمین کالاهای خصوصی برای هر عضو ائتلاف پیروز هزینه‌برخواهد بود در حالی که کالاهای عمومی به همه سود می‌رسانند. به همین دلیل — که رهبر نمی‌تواند اعضای ائتلاف پیروز را از طریق انگیزه‌های کالاهای خصوصی که هزینه‌بر است وفادار نگه دارد — رقیب بزرگ‌ترین تهدید را برای رهبر مستقر ایجاد می‌کند. این میزان وفاداری به رهبر مستقر، صرف‌نظر از ساختار حکومت، همان «هنجار وفاداری» نامیده می‌شود.
سناریویی که در آن ائتلاف پیروز بزرگ باشد اما گزینشگر کوچک باشد، از نظر منطقی غیرممکن است؛ زیرا ائتلاف پیروز زیرمجموعه‌ای از گزینشگر است.

### مطالعه موردی: روسیه
ژوزف استالین نسبت به تزارهای قبل از خود قدرت بیشتری بر مردم روسیه داشت، زیرا اتحاد جماهیر شوروی یک نظام با گزینشگر بزرگ بود. در دوران تزارها فقط اشراف‌زادگان می‌توانستند در سمت‌های ارشد دولتی خدمت کنند، اما کمونیست‌ها اشرافیت را لغو کردند و همه روس‌ها را از نظر اصولی برابر دانستند. این امر به استالین اجازه داد هر کسی را که بخواهد در سمت‌های بانفوذ منصوب کند. به‌عنوان مثال، نیکیتا خروشچف از طبقه دهقانان برخاسته بود؛ بنابراین زیردستان استالین بسیار مطیع بودند، زیرا می‌دانستند او می‌تواند به‌راحتی هر یک از آن‌ها را جایگزین کند.

## پیامدهای نظریه گزینشگری

### کمک خارجی
بوئنو دِ مسکیتا و اسمیت نظریه گزینشگری را در حوزه کمک اقتصادی خارجی نیز به‌کار برده‌اند. آن‌ها پیشنهاد می‌کنند که کمک خارجی به‌منظور بهبود بقا سیاسی رهبران در کشورهای اهداکننده و دریافت‌کننده داده می‌شود، نه برای کمک به مردم کشورهای دریافت‌کننده.: ۳۳۶  بوئنو دِ مسکیتا و اسمیت استدلال می‌کنند که اندازه ائتلاف پیروز رهبر و درآمد دولت بر تصمیم‌گیری رهبر در زمینه امتیازدهی سیاستی و کمک خارجی تأثیر می‌گذارد. با تحلیل انتقال‌های کمک دوجانبه از سوی کشورهای سازمان همکاری و توسعه اقتصادی (OECD) بین سال‌های ۱۹۶۰ تا ۲۰۰۱، آن‌ها دریافتند که رهبران در کشورهای دریافت‌کننده کمک، زمانی که ائتلاف پیروز کوچک است، احتمال بیشتری دارد که در برابر اهداکنندگان امتیاز سیاسی بدهند؛ زیرا رهبران با ائتلاف‌های کوچک به‌راحتی می‌توانند حامیان خود را برای امتیازدهی جبران کنند (مانند پیمان صلح غیرمحبوب داخلی اما مطلوب بین‌المللی پیمان صلح اسرائیل و مصر در مصر دیکتاتوری).: ۳۰۹–۳۱۰  در نتیجه، کشورهایی با سیستم‌های نسبتاً فقیر و ائتلاف‌های کوچک بیشترین شانس را برای دریافت کمک دارند و سیستم‌های با ائتلاف بزرگ کمترین شانس را دارند، اما اگر کمک دریافت کنند، کمک‌های بیشتری دریافت خواهند کرد. نتیجه مطالعه آن‌ها نشان می‌دهد که مبادله منافع دلیل اصلی کمک خارجی است و اعضای OECD انگیزه بشردوستانه اندکی برای اعطای کمک دارند.: ۳۳۵  مطالعه نانسی کیان این نتیجه را تأیید کرد و استدلال نمود که «مطالعات نشان می‌دهد هدف اصلی کمک خارجی اغلب کاهش فقر نیست و از کل جریان کمک‌های خارجی، تنها ۱٫۶۹٪ تا ۵٫۲۵٪ به فقیرترین ۲۰ درصد کشورها در هر سال داده می‌شود».

## بازخوردها
جسیکا ویکس استدلال می‌کند که نظریه گزینشگری فرضیات نادرستی دربارهٔ رژیم‌های اقتدارگرا دارد. او نخست می‌نویسد که نظریه گزینشگری در این فرض که اعضای ائتلاف‌های پیروز کوچک در صورت از دست رفتن قدرت حاکم، قدرت خود را از دست می‌دهند، اشتباه می‌کند (او اشاره می‌کند که این نخبگان معمولاً منابع قدرت مستقل دارند و جایگاه خود را از ارشدیت و/یا شایستگی کسب کرده‌اند). دوم اینکه او استدلال می‌کند نظریه گزینشگری در این فرض که همه کنشگران جهان را به یک شکل درک می‌کنند، اشتباه می‌کند (او اشاره می‌کند که انواع مختلف رژیم‌های اقتدارگرا باید به‌طور نظام‌مند به درک متفاوتی توسط رهبران منجر شود که این امر بر نوع پیش‌بینی‌های نظریه گزینشگری تأثیر می‌گذارد).

## در فرهنگ عامه
کتاب راهنمای دیکتاتور در سال ۲۰۱۶ توسط خالق CGP Grey در قالب یک مجموعه دو قسمتی در یوتیوب اقتباس و خلاصه شد.

## مطالعه بیشتر
- بوئنو دِ مسکیتا, بروس; آلاستر اسمیت; راندولف ام. سیورسن; جیمز دی. مورو (2003). منطق بقای سیاسی (PDF). انتشارات ام‌آی‌تی. ISBN 0-262-63315-9.
- بوئنو دِ مسکیتا, بروس; اسمیت, آلاستر (2012). راهنمای دیکتاتور: چرا رفتار بد تقریباً همیشه سیاست خوبی است. نیویورک: PublicAffairs. ISBN 9781610390453.